# 平尾柊翔
平尾 柊翔（ひらお しゅうと、2003年2月18日 - ）は、埼玉県上尾市出身のプロ野球選手（外野手）。くふうハヤテベンチャーズ静岡所属。右投左打。

## 経歴

### プロ入り前
元プロ野球選手の祖父を持ち、叔父は元社会人選手という野球一家に生まれ育つ。中学3年時に上尾市選抜・埼玉県選抜への選出を経て、第9回U-15アジア野球選手権大会の日本代表に追加招集される。追加招集ながら全5試合中4試合で4番を務め、優勝に貢献した。この時のチームメイトには根本悠楓、山城航太郎（北海道日本ハムファイターズ）、内山壮真（東京ヤクルトスワローズ）、寺西成騎（オリックスバファローズ）がいる。
春日部共栄高等学校では、1年秋からレフトのレギュラーを掴み、1学年上の村田賢一（福岡ソフトバンクホークス）とクリーンアップを務めた。第71回秋季関東地区高等学校野球大会では、及川雅貴（阪神タイガース）擁する横浜高等学校にコールド勝ちするなど、チームはベスト４に進出。これが認められて、春日部共栄は第91回選抜高等学校野球大会に出場するも自身は3三振に倒れ、第4打席で代打を送られる。チームも高松商業高等学校に敗れて1回戦敗退となった。
2020年8月7日にプロ野球志望届を提出するも指名漏れとなり、八戸学院大学に進学する。
八戸学院大学では1年からレギュラーとなり、2022年春のリーグ戦では指名打者、2024年秋のリーグ戦では外野手としてそれぞれベストナインを受賞。2024年春のリーグ戦で優勝し、全日本大学野球選手権大会に出場。初戦の天理大学戦では3打数1安打だったが、チームはコールド負けした。
9月17日に2度目となるプロ野球志望届を提出するも、再び指名漏れ。その後12月16日にくふうハヤテベンチャーズ静岡に入団することが発表された。

### くふうハヤテ時代
2025年8月1日の中日ドラゴンズ戦（浜松球場）でプロ初のサヨナラ安打を放ち、8月3日の試合ではプロ初となる逆転2ランホームランを根尾昂から右翼スタンドへ放った。

## 選手としての特徴・人物
広角に打球を飛ばす打力を持っている。

## 詳細情報

### 背番号
- 3（2025年 - ）

### 代表歴
- 第9回U-15アジア野球選手権大会：U-15野球日本代表